# Rover serii 200
Rover serii 200 – samochód osobowy klasy kompaktowej, a następnie klasy aut miejskich produkowany przez brytyjską markę Rover w latach 1984 – 1999 oraz 1995 – 2005 jako Rover 25.

## Pierwsza generacja

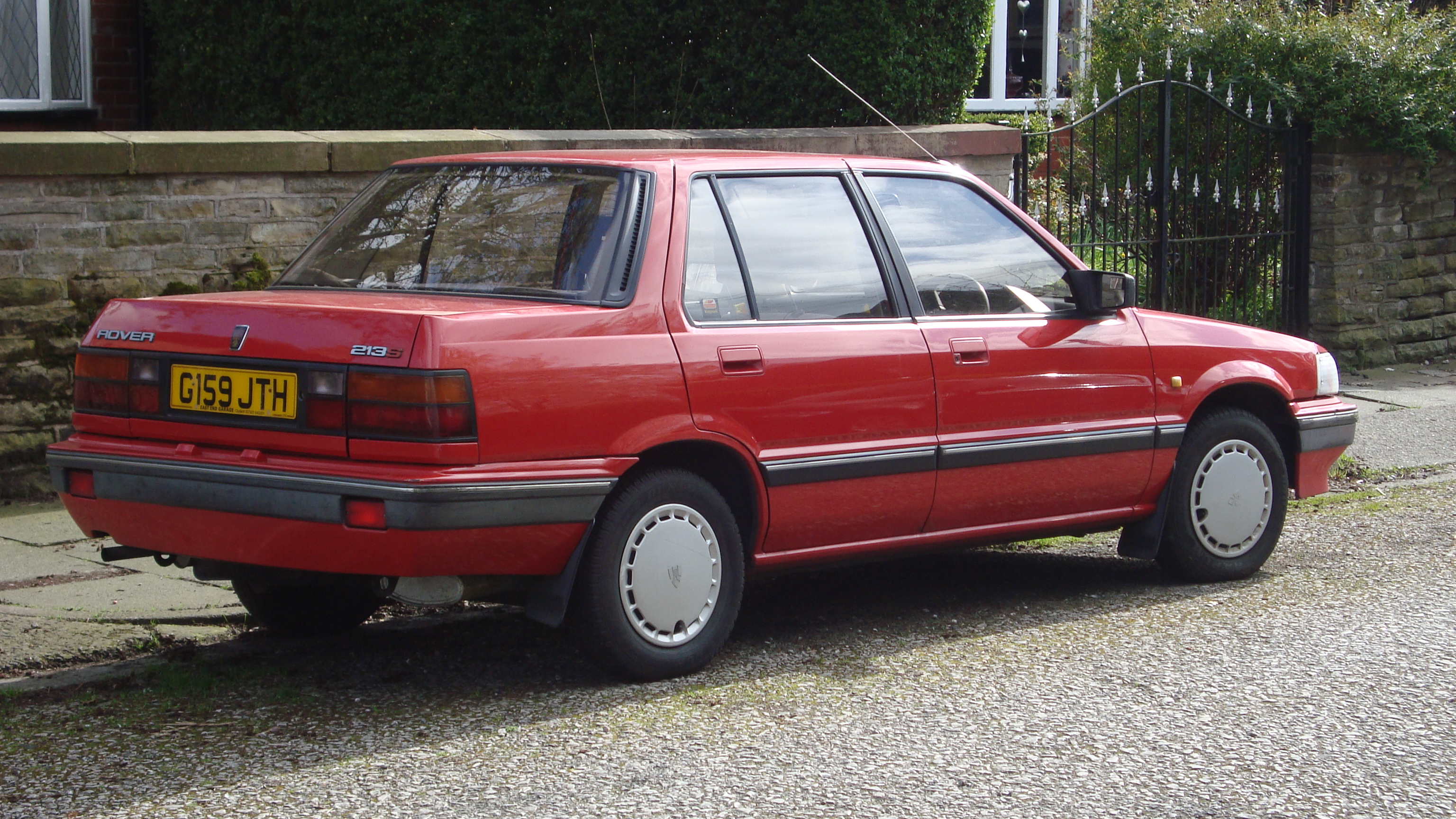
Rover serii 200 I - tył

Rover serii 200 I został zaprezentowany po raz pierwszy w 1984 roku.
Pierwszy Rover serii 200 zadebiutował w czerwcu 1984 roku. Samochód powstał w kooperacji z Hondą. Był bliźniaczą wersją Hondy Ballade II generacji, która z kolei dzieliła większość podzespołów z Hondą Civic III generacji. Oba modele, Ballade jak i seria 200, były produkowane w jednej fabryce w angielskim Longbridge.
Auto było oferowane z dwoma silnikami jako Rover 213 oraz 216. W pierwszej wersji był montowany pochodzący od Hondy silnik 1.3 12V o mocy 73 KM i maksymalnym momencie obrotowym na poziomie 105 Nm. W drugiej wersji montowano jednostkę własnej konstrukcji angielskiego koncernu Rover Group o pojemności 1.6, występującą w dwóch wariantach mocy: 83 KM i 129 Nm momentu obrotowego w wersji wyposażonej w gaźnik oraz 102 KM i 135 Nm w wersji z wtryskiem benzyny. Silniki te były łączone z 5-biegową przekładnią manualną lub 3-biegowym automatem.
Samochód występował tylko jako 4-drzwiowy sedan w sześciu wersjach wyposażeniowych: Base (tylko 213), S, SE, SX, Vanden Plas oraz najbogatszej Vitesse (tylko 216).
W 1987 roku przeprowadzono facelifting modelu. Modyfikacje miały na celu upodobnienie serii 200 do nowo powstałego modelu serii 800. Zmieniono zderzaki, grill oraz zmodyfikowano tył nadwozia, obniżając próg bagażnika oraz zmieniając tylne światła. Wiele zmian pojawiło się we wnętrzu, odświeżono deskę rozdzielczą oraz wprowadzono nową kolorystykę.
Rover serii 200 mógł być dość bogato wyposażony, montowano między innymi elektryczne szyby przednie, elektryczne lusterka, czy spryskiwacze reflektorów, deska rozdzielcza często była wykańczana drewnem, a siedzenia pokrywane skórzaną tapicerką.
Rover 213/216 przekroczył pokładane w nim oczekiwania dotyczące sprzedaży na brytyjskim rynku. Nie zajmował jednak najwyższych pozycji w rankingach sprzedaży, nie był w stanie zagrozić takim konkurentom jak Ford Escort, czy angielski Opel Kadett sedan, czyli Vauxhall Belmont.

## Druga generacja

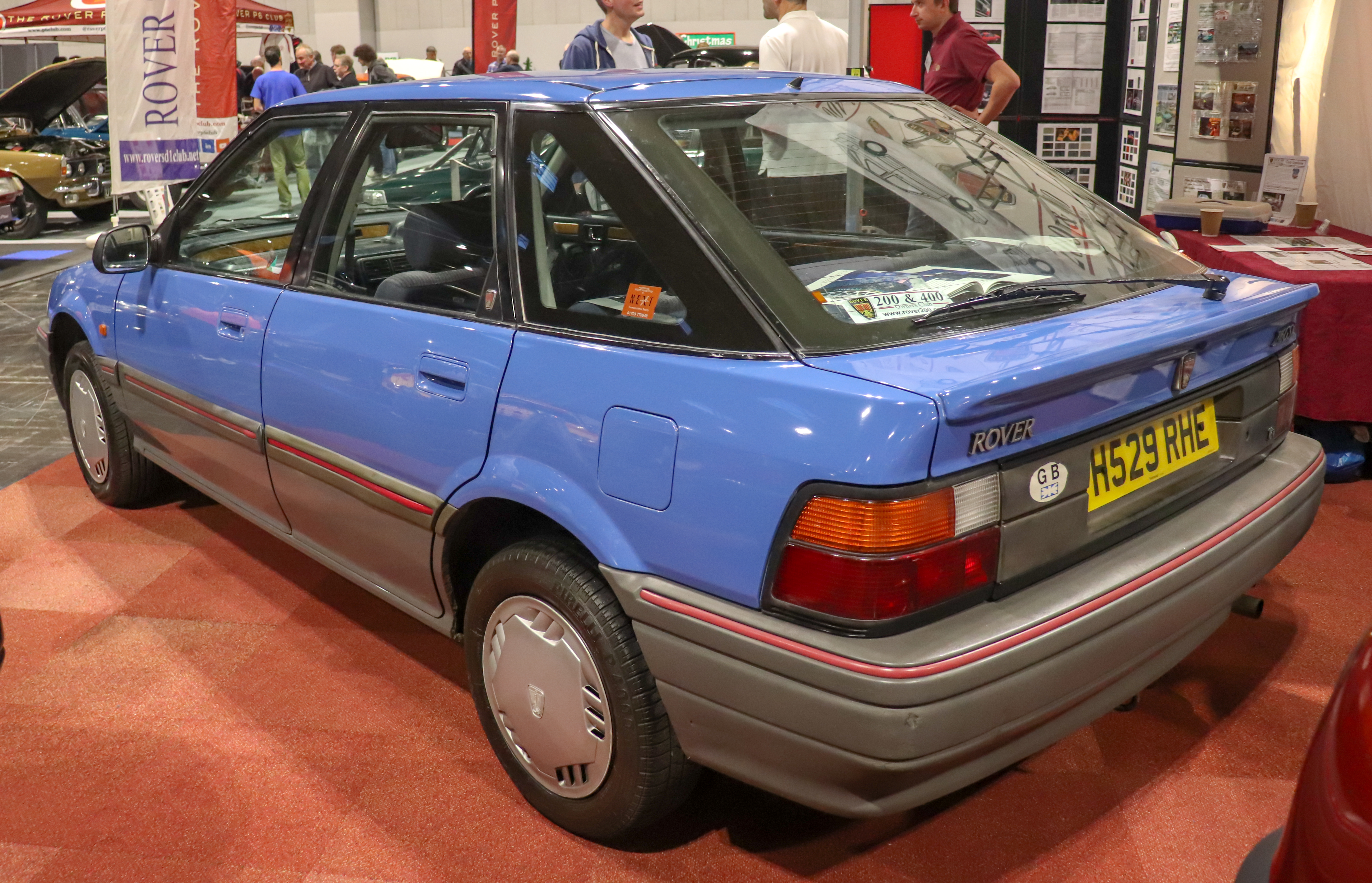
Rover serii 200 II - tył

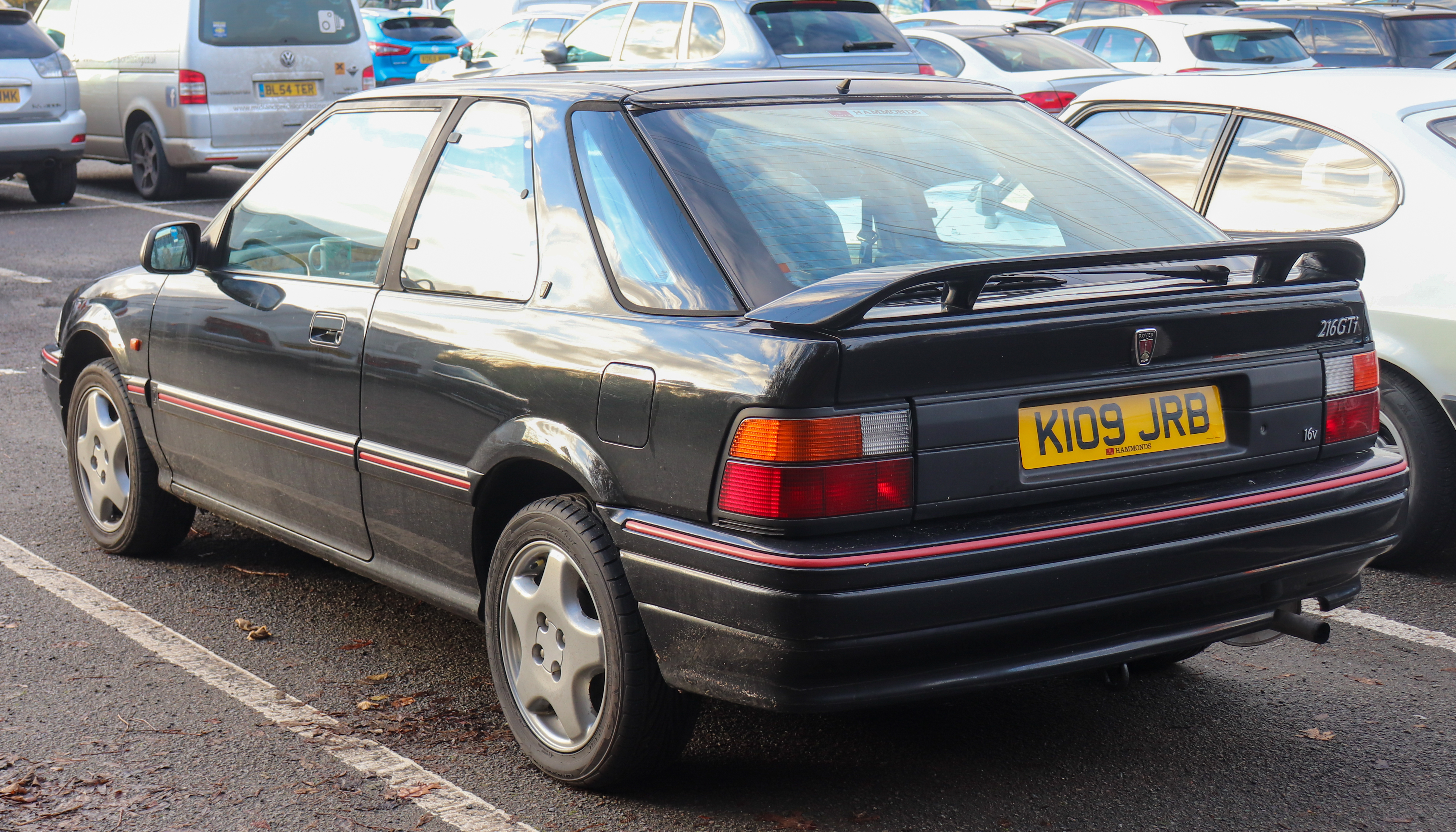
Rover serii 200 II w wersji trzydrzwiowej

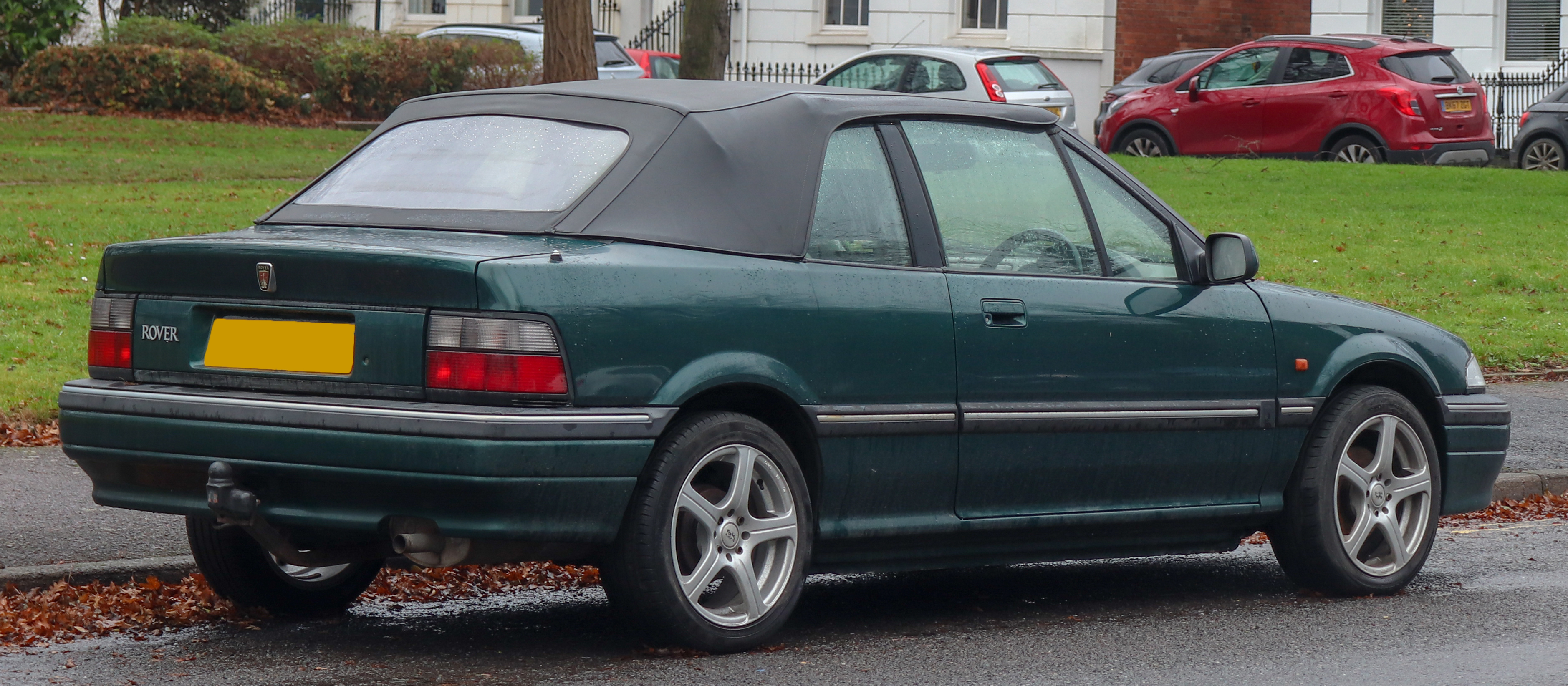
Rover serii 200 II Cabrio

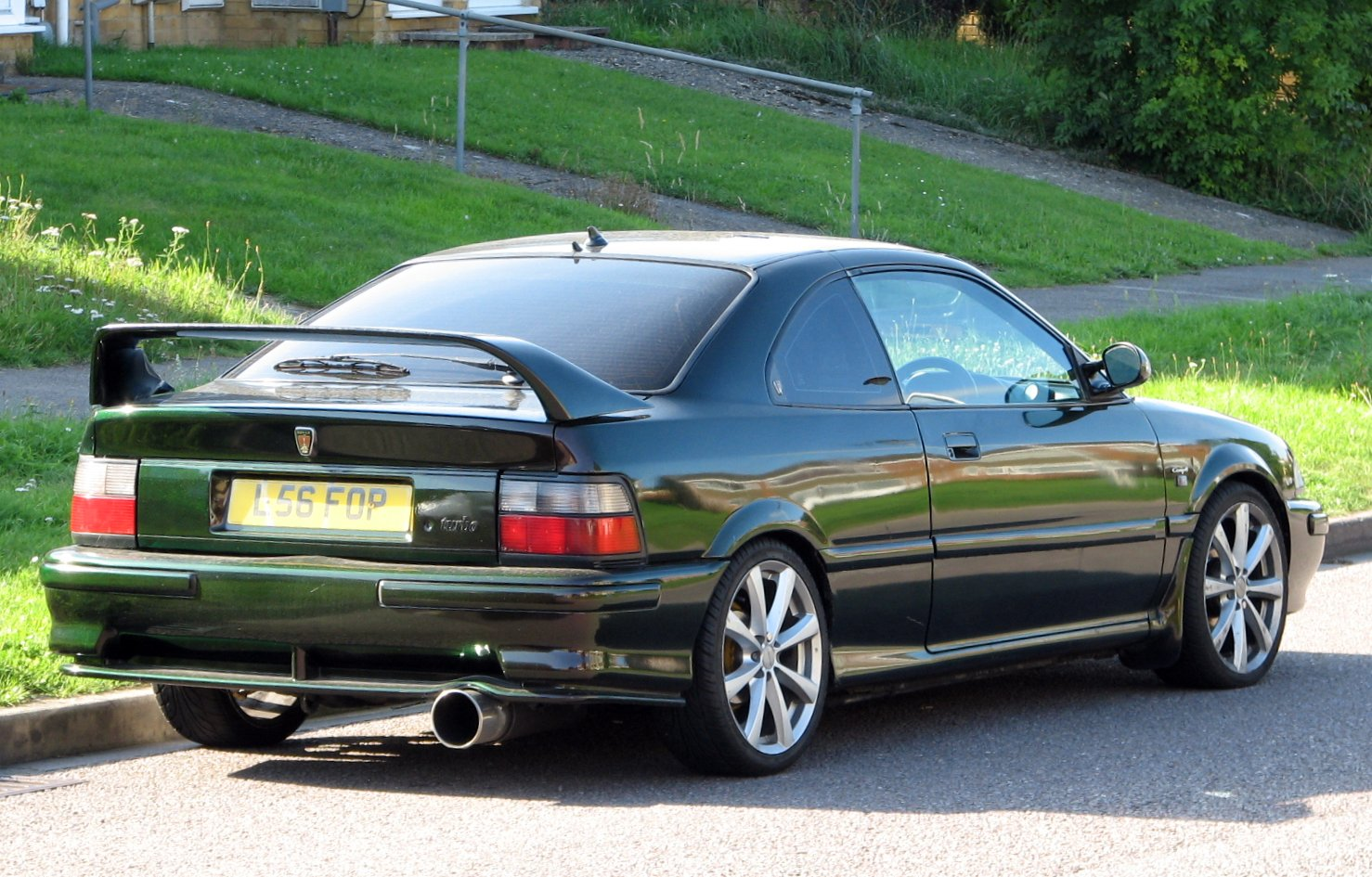
Rover serii 200 II Coupe

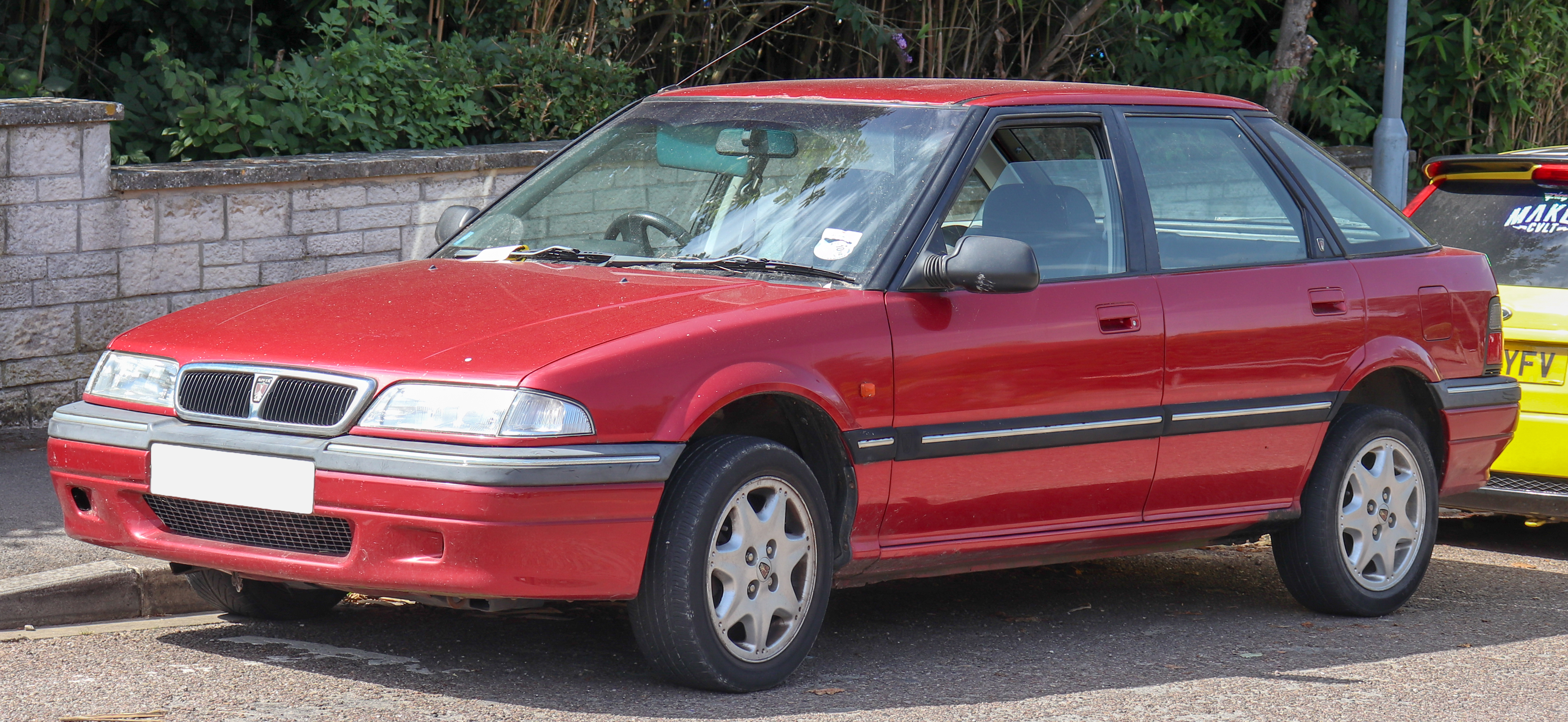
Rover serii 200 II po liftingu

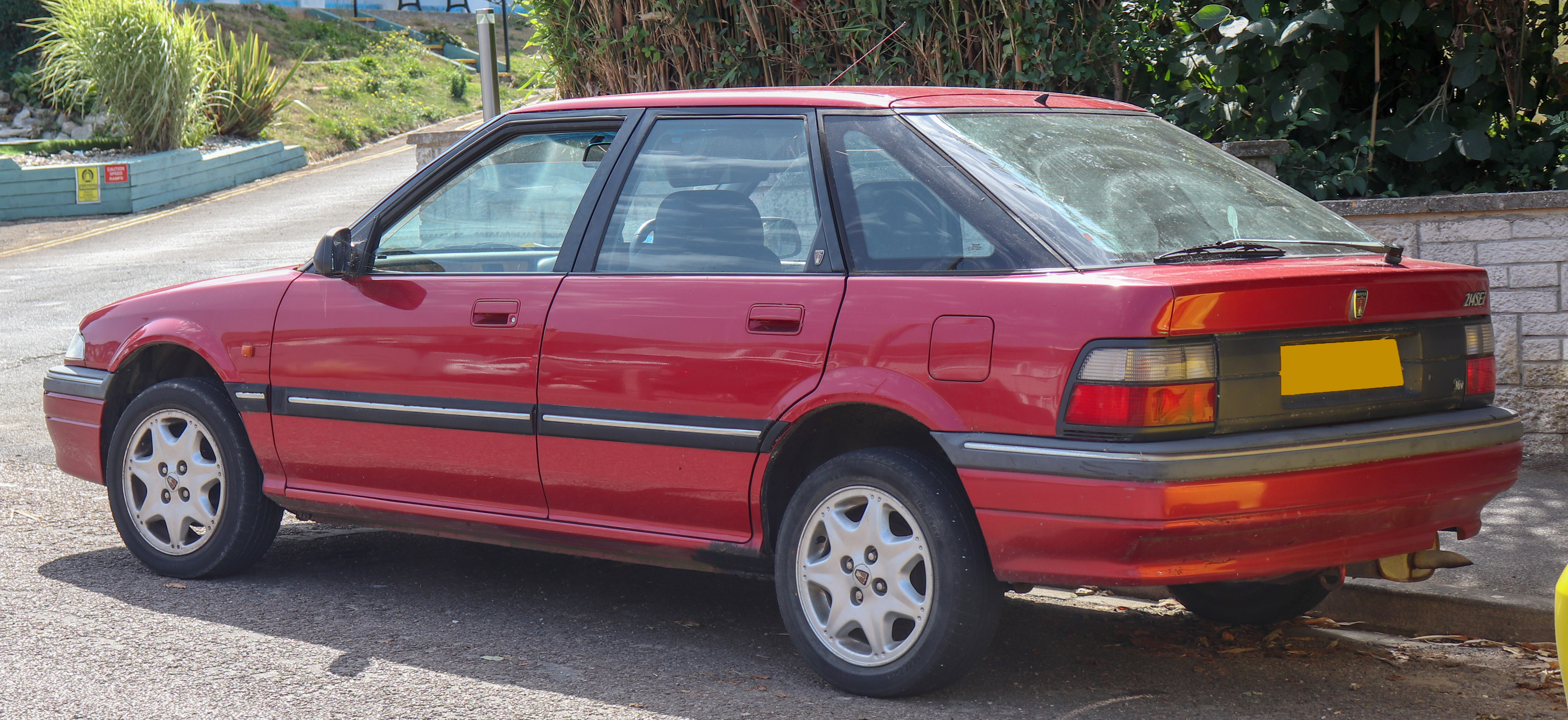
Rover serii 200 II - tył po liftingu

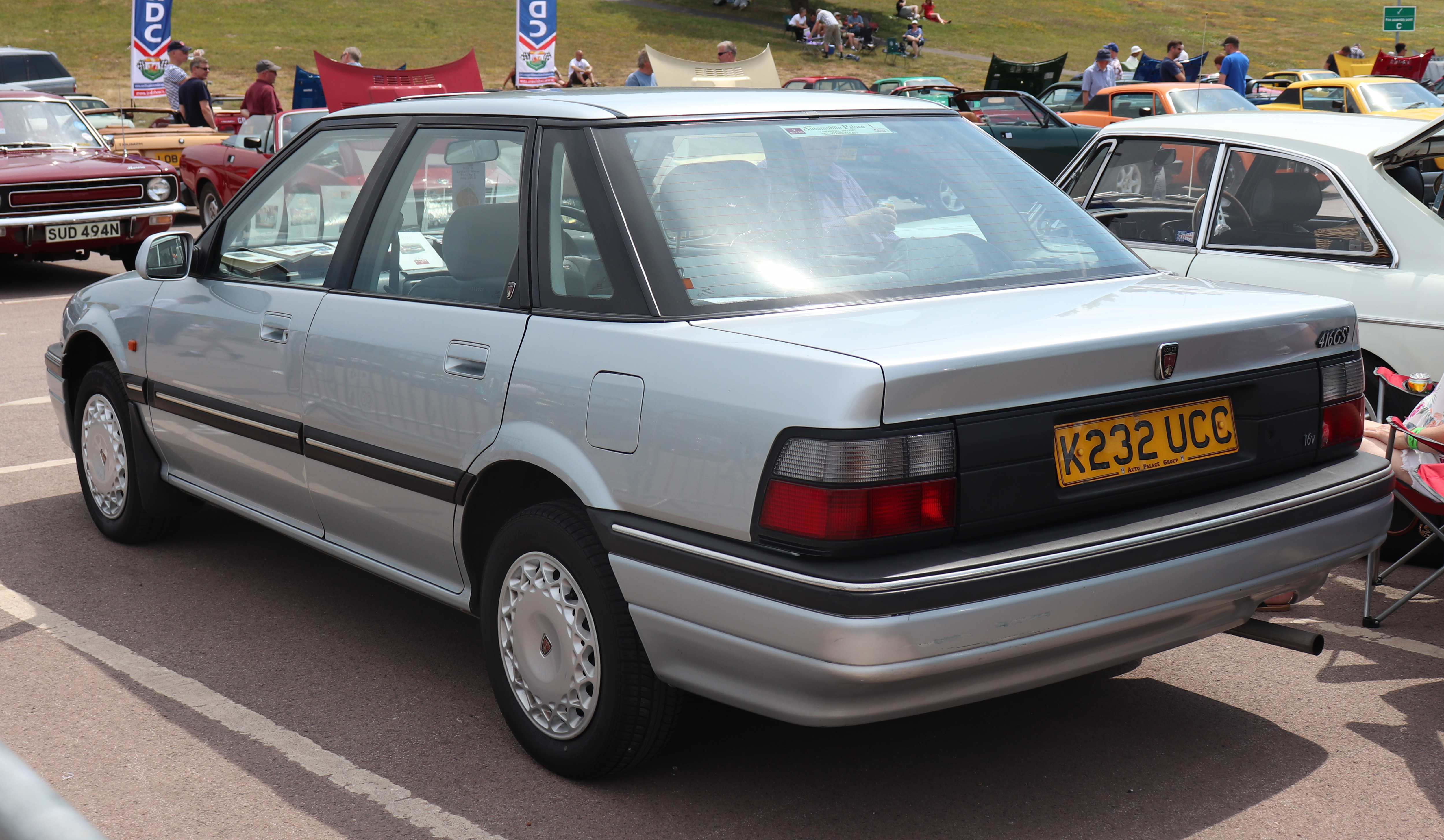
Rover serii 400

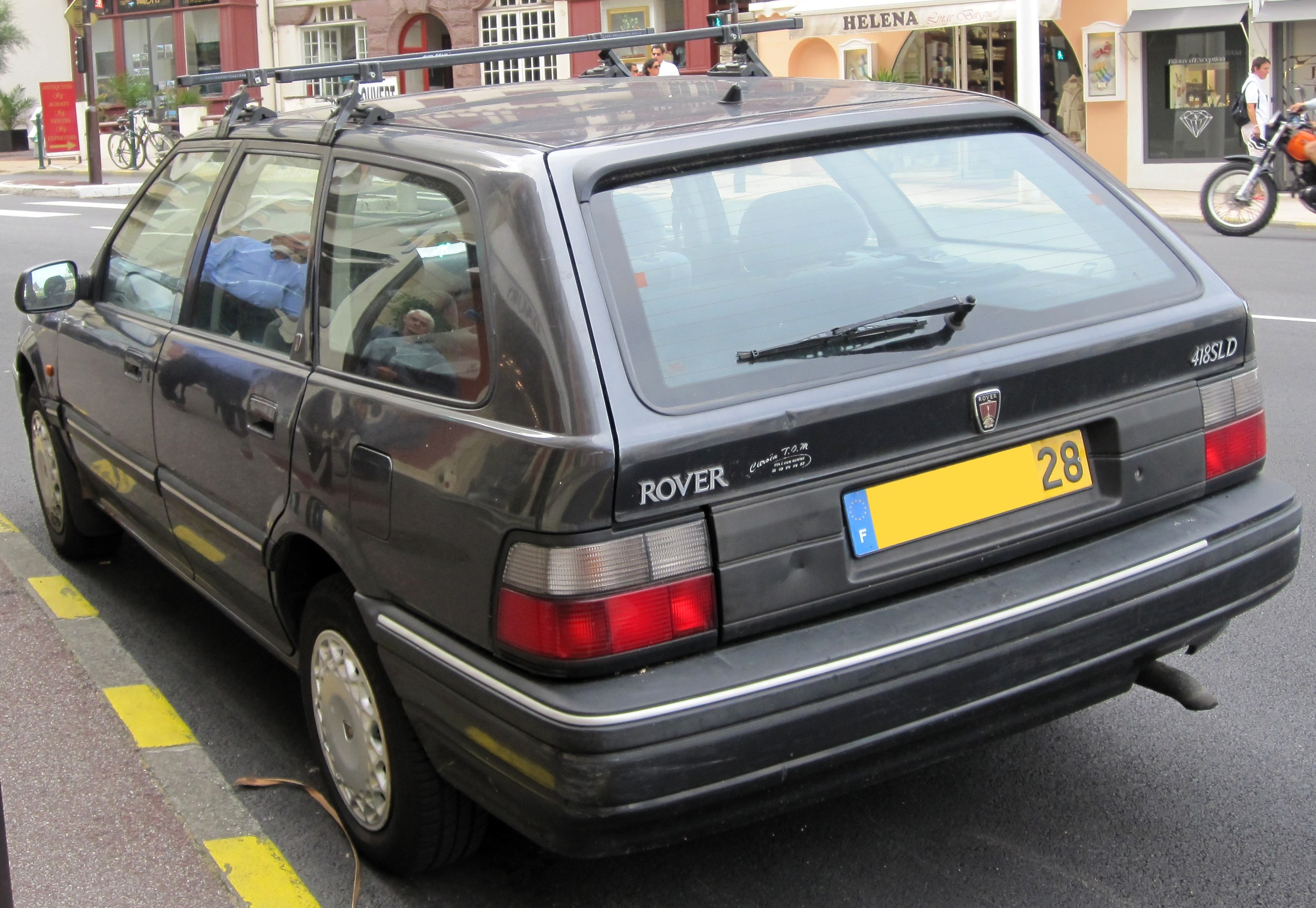
Rover serii 400 Kombi

Rover serii 200 II został zaprezentowany po raz pierwszy w 1989 roku.
Nowy Rover serii 200, oznaczony nazwą kodową R8, pojawił się na rynku jesienią 1989 roku. Był to pierwszy samochód produkowany przez sprywatyzowaną w 1988 roku firmę Rover Group. Podobnie jak poprzednik został skonstruowany przy współpracy z Hondą. Bliźniaczym modelem Rovera 200 była Honda Concerto, która właśnie debiutowała na europejskim rynku. Oba auta były produkowane w fabryce Rovera w angielskim Longbridge. W przeciwieństwie do Hondy Concerto Rover 200 był oferowany w sześciu wersjach nadwoziowych (łącznie z Roverem 400 sedan i kombi).
Początkowo dostępna była tylko jedna wersja nadwoziowa – 5-drzwiowy hatchback. Był to pierwszy model, w którym zastosowano nowy silnik Rovera serii K o pojemności 1.4, szesnastozaworowej głowicy i dwóch wałkach rozrządu wyposażony w jednopunktowy wtrysk paliwa (SPI). Była to bardzo nowoczesna jednostka, wykonana z aluminium. Silnik ten rozwijał moc 95 KM (90 z katalizatorem). Montowano także silnik o pojemności 1.6 pochodzący od Hondy. Był to również silnik szesnastozaworowy jednak z jednym wałkiem rozrządu i z wielopunktowym wtryskiem benzyny, jego moc wynosiła 116 KM (111 z katalizatorem). W późniejszym okresie dołączyła jednostka Hondy 1.6 16V DOHC o mocy 130 KM (125 z katalizatorem). Była montowana w modelach 216 GTi.
Od 1990 oferowano także Rovera serii 400, który był wersją sedan modelu 200. W 1994 roku pojawił się Rover 400 w wersji kombi nazwanej Tourer.
W 1991 roku zaprezentowano 3-drzwiową wersję nadwoziową. Wprowadzono także słabszą odmianę silnika serii K, mianowicie silnik 1.4 8V SOHC o mocy 75 KM. W tym samym roku zaprezentowano także wersje 220 GTi z silnikiem Rovera serii M 2.0 16V DOHC o mocy 140 KM pochodzącym z Rovera 800. Rok później silnik ten został zastąpiony przez wywodzącą się z niego jednostkę serii T o tej samej pojemności i mocy 136 KM. Pod koniec 1992 roku pojawił się Rover 200 w wersji Coupé, dostępny był z trzema jednostkami napędowymi 1.6 16V SOHC 111 KM, 2.0 136 KM oraz 2.0 Turbo 200 KM. Doładowana jednostka 2.0 była dostępna także w 3-drzwiowej odmianie Rovera 200, wyprodukowano jednak ograniczoną liczbę egzemplarzy z tym silnikiem. Także w 1992 roku zastąpiono silnik 1.4 16V jego zmodyfikowaną wersją z wielopunktowym wtryskiem benzyny (MPI), zaowocowało to wzrostem mocy do 103 KM.
W 1993 roku pojawił się Rover serii 200 w wersji Cabrio ze składanym miękkim dachem oraz pałąkiem chroniącym pasażerów w razie dachowania. Auto dostępne było tylko z silnikami 1.4 16V oraz 1.6 16V SOHC.
Rover 200 był dostępny także z silnikami wysokoprężnymi pochodzącymi z francuskiego koncernu PSA. Oferowano dwa silniki: pierwszy o pojemności 1.9 i mocy 67 KM, drugi, wyposażony w turbosprężarkę, o pojemności 1.8 i mocy 88 KM.
Na rok 1994 przeprowadzono facelifting wszystkich modeli serii 200. Zmieniono przede wszystkim przód pojazdu dodając chromowany grill oraz modyfikując maskę. Z tyłu pojawiły się nowe światła. Odświeżono także wnętrze pojazdu.
Wszystkie jednostki napędowe były łączone fabrycznie z 5-biegową skrzynią manualną. W przypadku silników Rovera o pojemności 1.4 (później także 1.6) była to produkowana na licencji PSA skrzynia R65, natomiast silniki Hondy (1.6) oraz Rovera (2.0) były łączone ze skrzynią PG1 konstrukcji Hondy. Jednostki o pojemności 1.6 były dostępne również z 4-biegowym automatem.
Wnętrze Rovera serii 200 było dość luksusowe jak na samochód tej klasy. Często montowano drewniane wykończenie deski rozdzielczej i drzwi, elektryczne szyby, czy ABS. Wszystkie wersje miały regulowaną wysokość kierownicy, co nie było standardem w tamtych latach. Bogatsze wersje, jak GTi, były fabrycznie wyposażone w półskórzaną tapicerkę, dostępna była również klimatyzacja, elektryczny szyberdach, czy elektryczne lusterka boczne.
Druga generacja Rovera 200 uważana jest za jeden z najbardziej udanych i popularnych modeli firmy. Dzięki dobremu wyposażeniu, dynamicznym silnikom i dopracowanemu zawieszeniu model ten bardzo dobrze radził sobie z konkurencją, która często oferowała gorsze wyposażenie i przestarzałe silniki. Ponadto, bardzo rzadka, 3-drzwiowa wersja 220 GTi Turbo, o mocy 200 KM, była pierwszym autem tej klasy oferującym tak dużą moc i wysokie osiągi.
Produkcję drugiej generacji Rovera serii 200 zakończono w 1995 roku. Jednak modele Coupé i Cabriolet były produkowane nadal do grudnia 1998 roku jako Rover Coupé i Cabriolet. Od 1996 roku montowano w nich tylko nowe silniki konstrukcji Rovera, mianowicie silniki serii K o pojemności 1.6 16V DOHC i mocy 111 KM (wywodzący się z silnika 1.4 16V) oraz, montowany tylko w wersji Coupé, 1.8 16V VVC ze zmiennymi fazami rozrządu i mocy 145 KM.

### Rover 200 Coupé
Wersja Coupé Rovera 200 została zaprezentowana 6 października 1992 roku i wkrótce potem wprowadzona do sprzedaży. Projekt tej wersji otrzymał nazwę kodową Tomcat, choć nigdy nie był oficjalnie określany tym mianem, jednak napis Tomcat można znaleźć na wewnętrznej stronie niektórych elementów wnętrza. Rover od początku prac nad projektem Rovera 200 planował wprowadzenie kilku wersji nadwoziowych. Już w 1988 roku powstał prototyp, który przedstawiał koncepcję przyszłego modelu.
Rover 200 Coupé wyraźnie odróżniał się od innych wersji nadwoziowych. Auto było dłuższe i miało obniżone zawieszenie. Dodatkowo szyba czołowa była poprowadzona pod mniejszym kątem, co nadawało sylwetce sportowego charakteru. Ponadto model ten wyposażony był w szklany dach typu targa, którego części można uchylić lub zdemontować. We wnętrzu znajdowało się miejsce dla czterech osób, ponieważ tylna kanapa była wyprofilowana dla dwóch pasażerów.
Przez pierwsze lata produkcji dostępne były cztery benzynowe jednostki napędowe, mianowicie 1.6 16V SOHC konstrukcji Hondy i mocy 111 KM, oraz, dostępna tylko poza Wielką Brytanią, wersja tego silnika z dwoma wałkami rozrządu o mocy 125 KM. Montowano również silnik konstrukcji Rovera 2.0 16V DOHC i mocy 136 KM, a także jego wersję Turbo o mocy 200 KM. Od roku 1996, po zakończeniu współpracy Rovera z Hondą, dotychczasowe jednostki zostały zastąpione przez dwa silniki konstrukcji Rovera serii K: 1.6 16V DOHC 111 KM oraz 1.8 16V VVC 145 KM. Wszystkie modele były wyposażone w 5-biegową manualną przekładnię, dodatkowo wersja 1.6 mogła być łączona z automatyczną 4-biegową skrzynią.
Auto było bogato wyposażone, między innymi posiadało wspomaganie kierownicy, elektryczne szyby, aluminiowe felgi, centralny zamek z pilotem, czy sportowe fotele. Natomiast wersje 2.0 miały dodatkowo fabrycznie montowany system ABS i skórzane boki siedzeń oraz halogeny montowane w zderzaku.
Sztandarowy model Rovera 200 Coupé – 220 Turbo był najszybszym Roverem, jaki kiedykolwiek powstał, auto zapewniało znakomitą przyczepność oraz prowadzenie dzięki specjalnie zaprojektowanemu układowi kontroli trakcji. Samochód rozpędzał się do 100 km/h w czasie 6,2 sekundy oraz mógł rozwinąć prędkość 241 km/h.

## Trzecia generacja

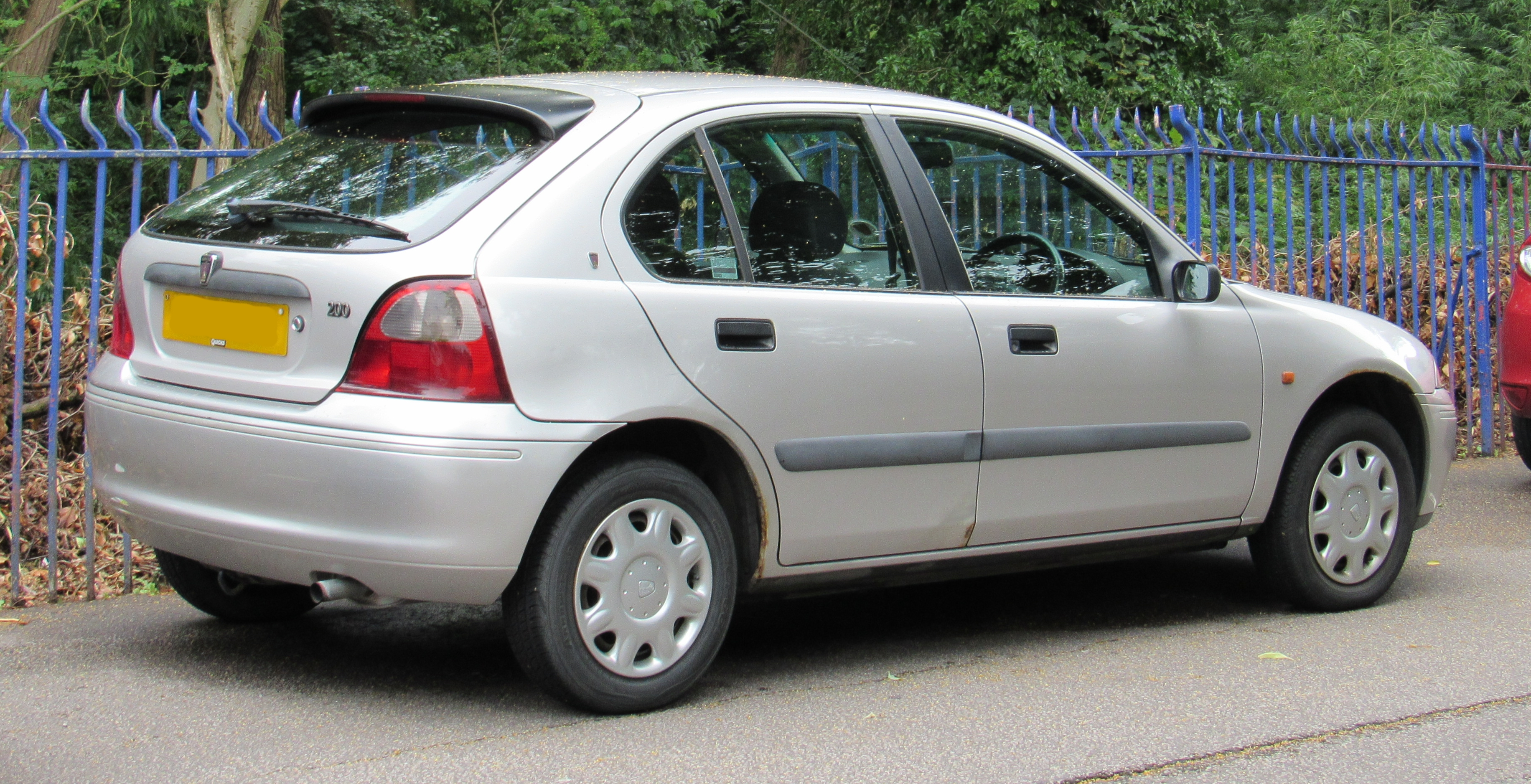
Rover serii 200 III - tył

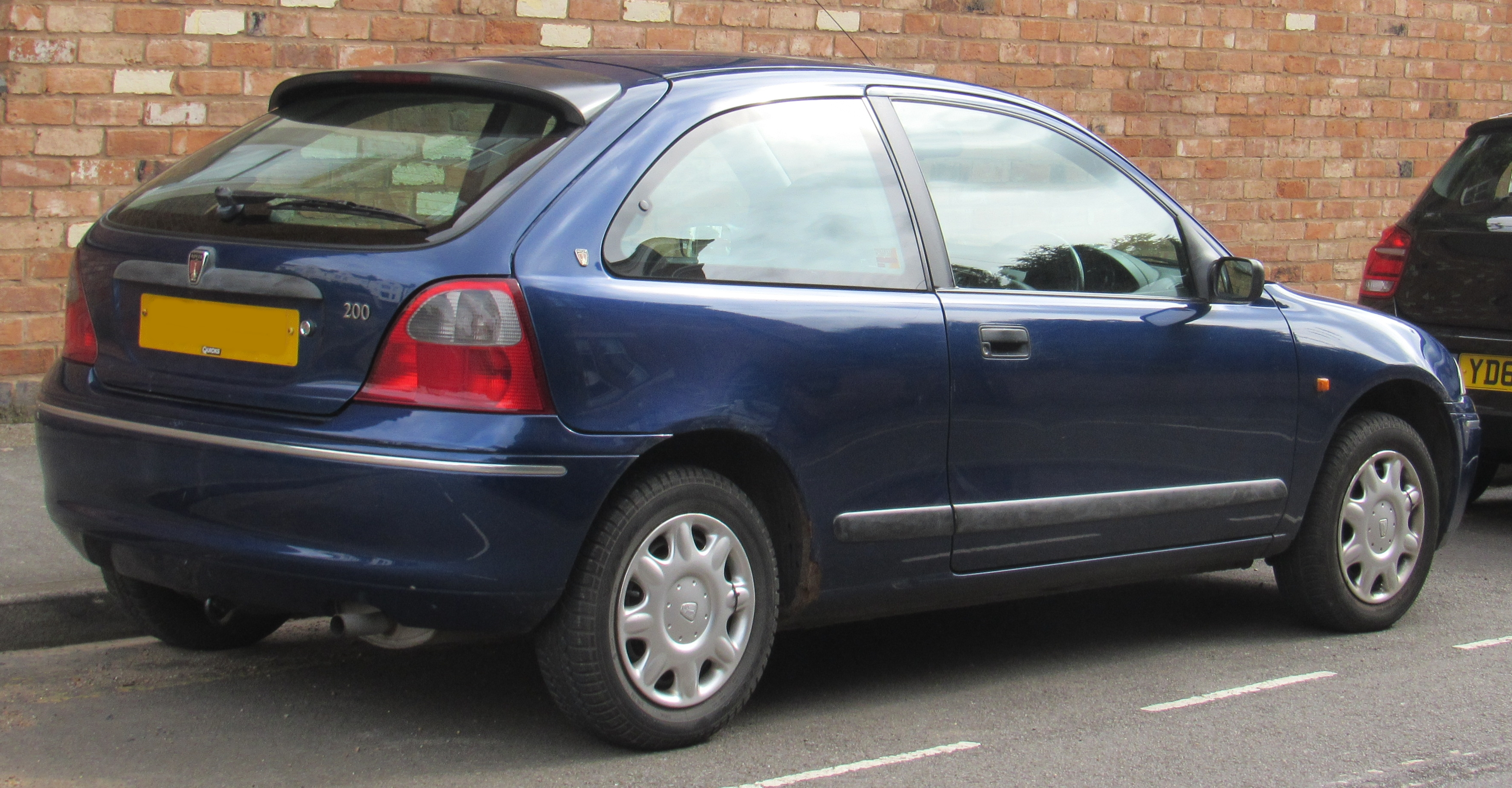
Rover serii 200 III w wersji trzydrzwiowej

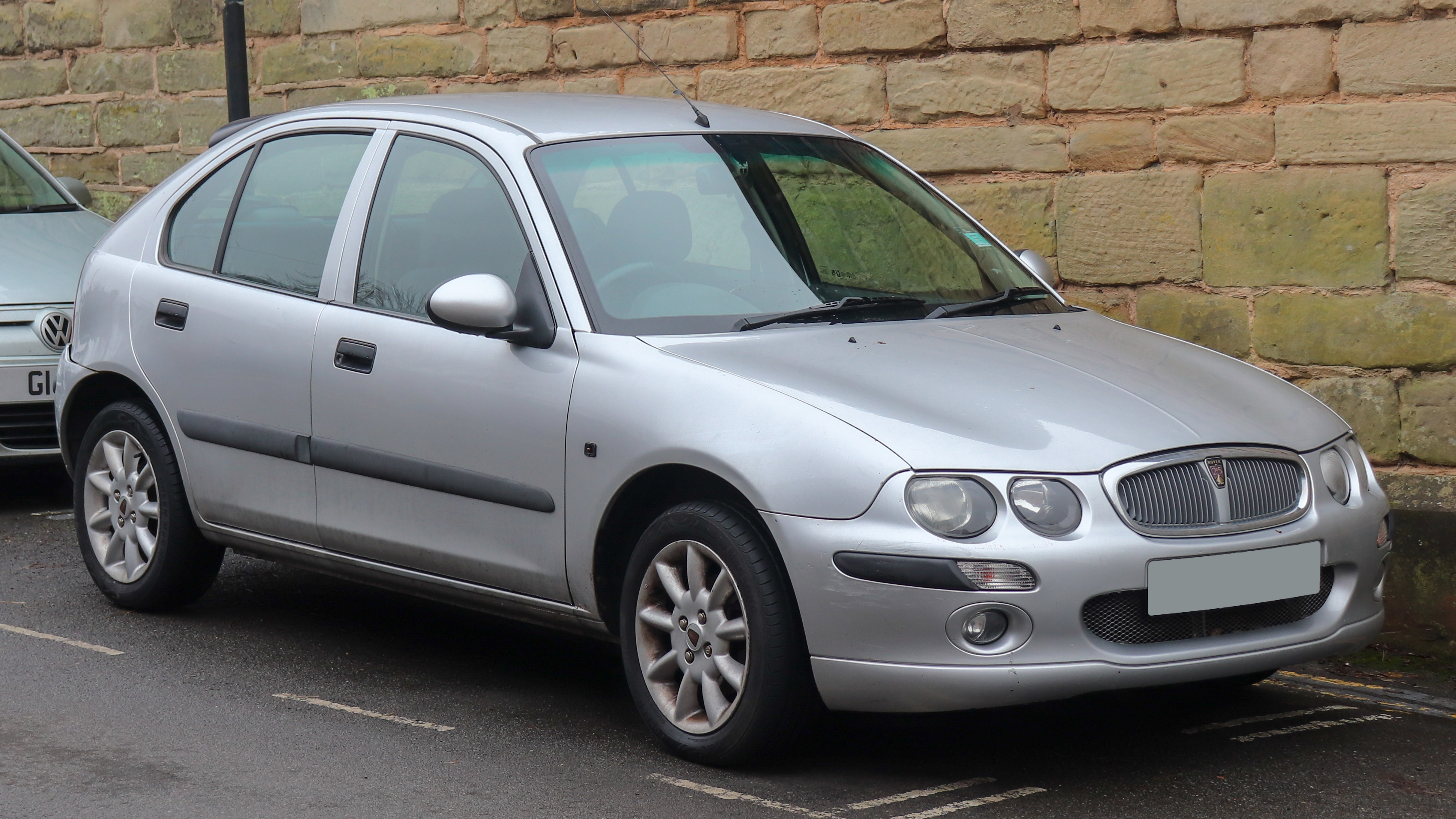
Rover 25 po liftingu

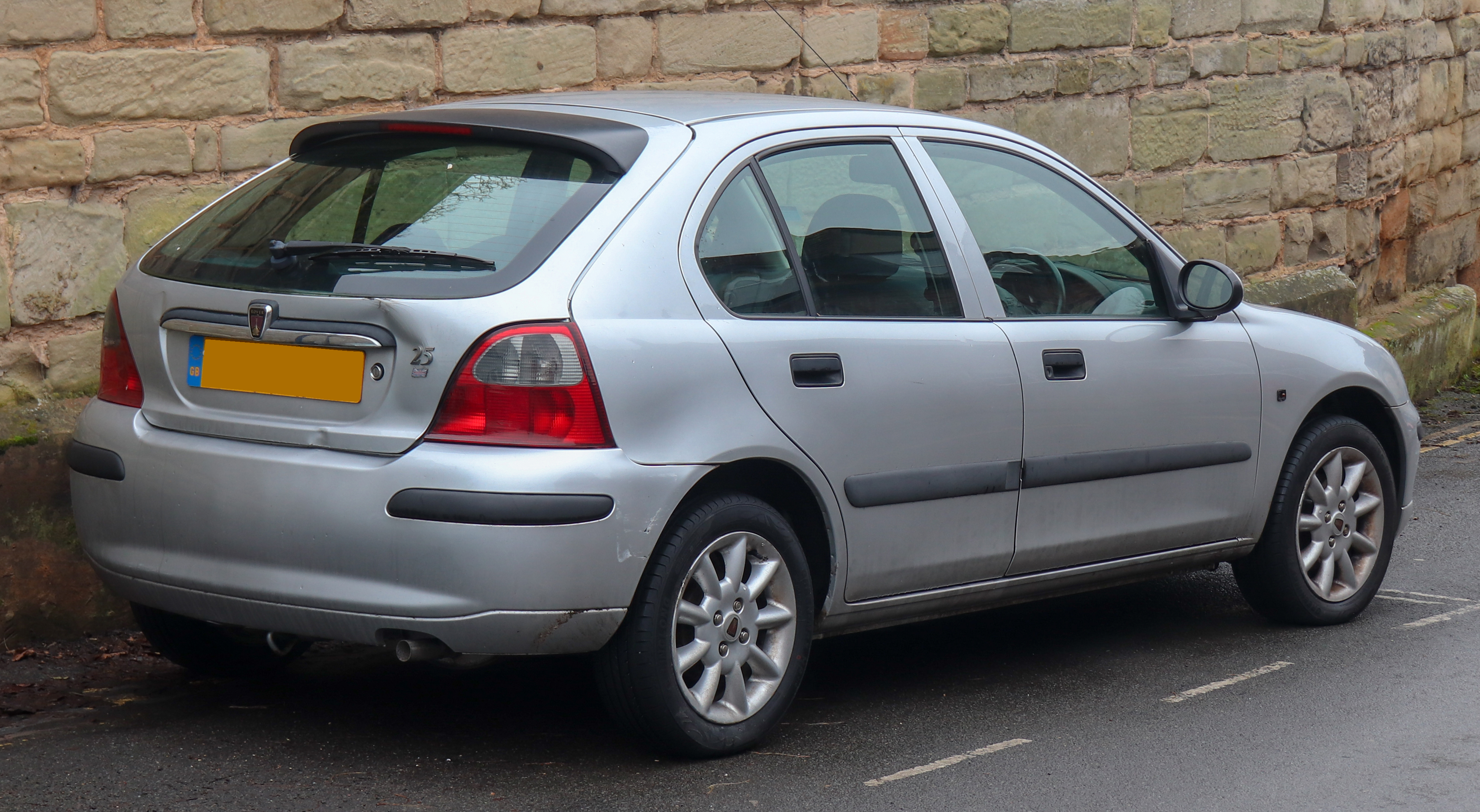
Rover 25 - tył po liftingu

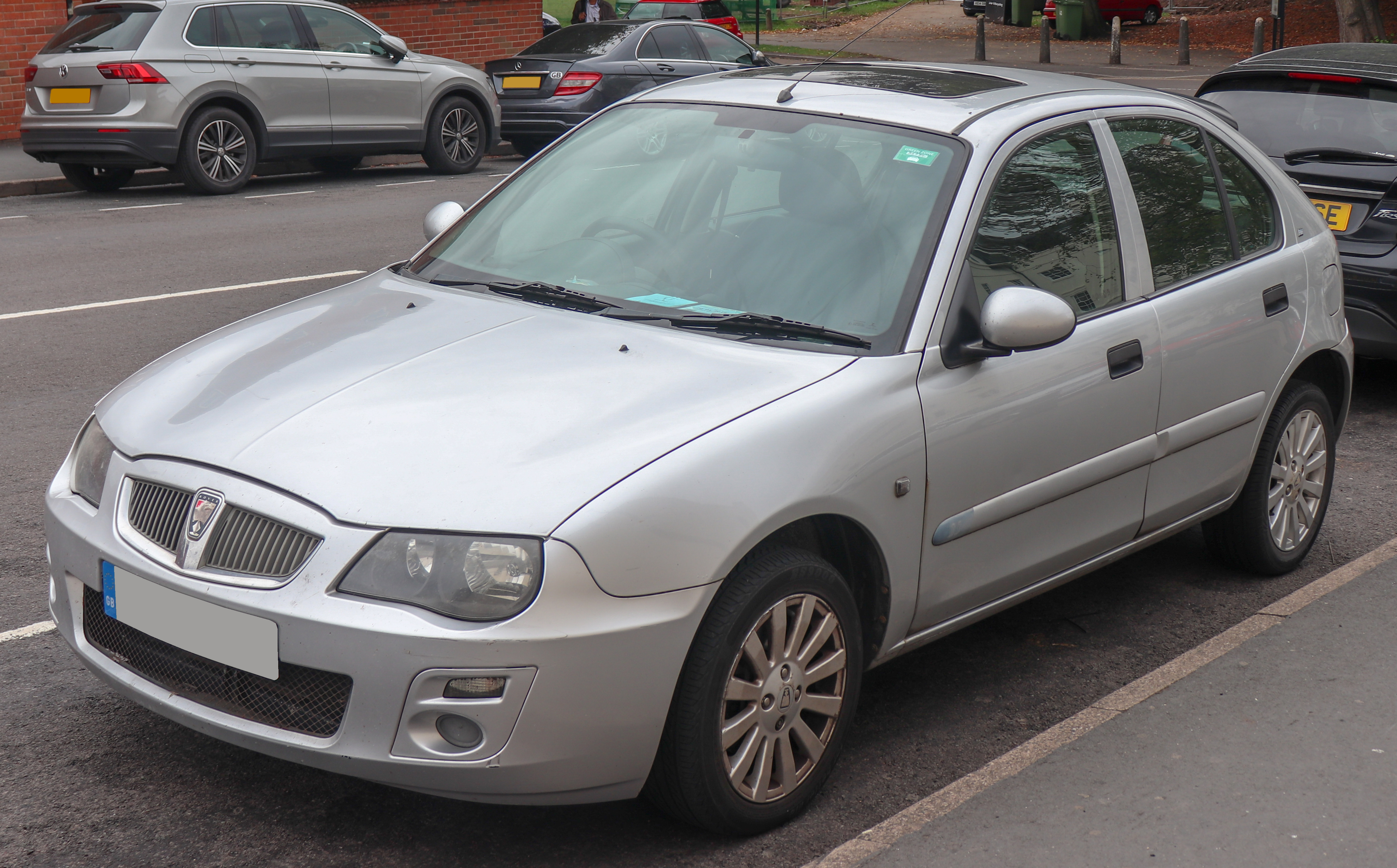
Rover 25 po drugim liftingu

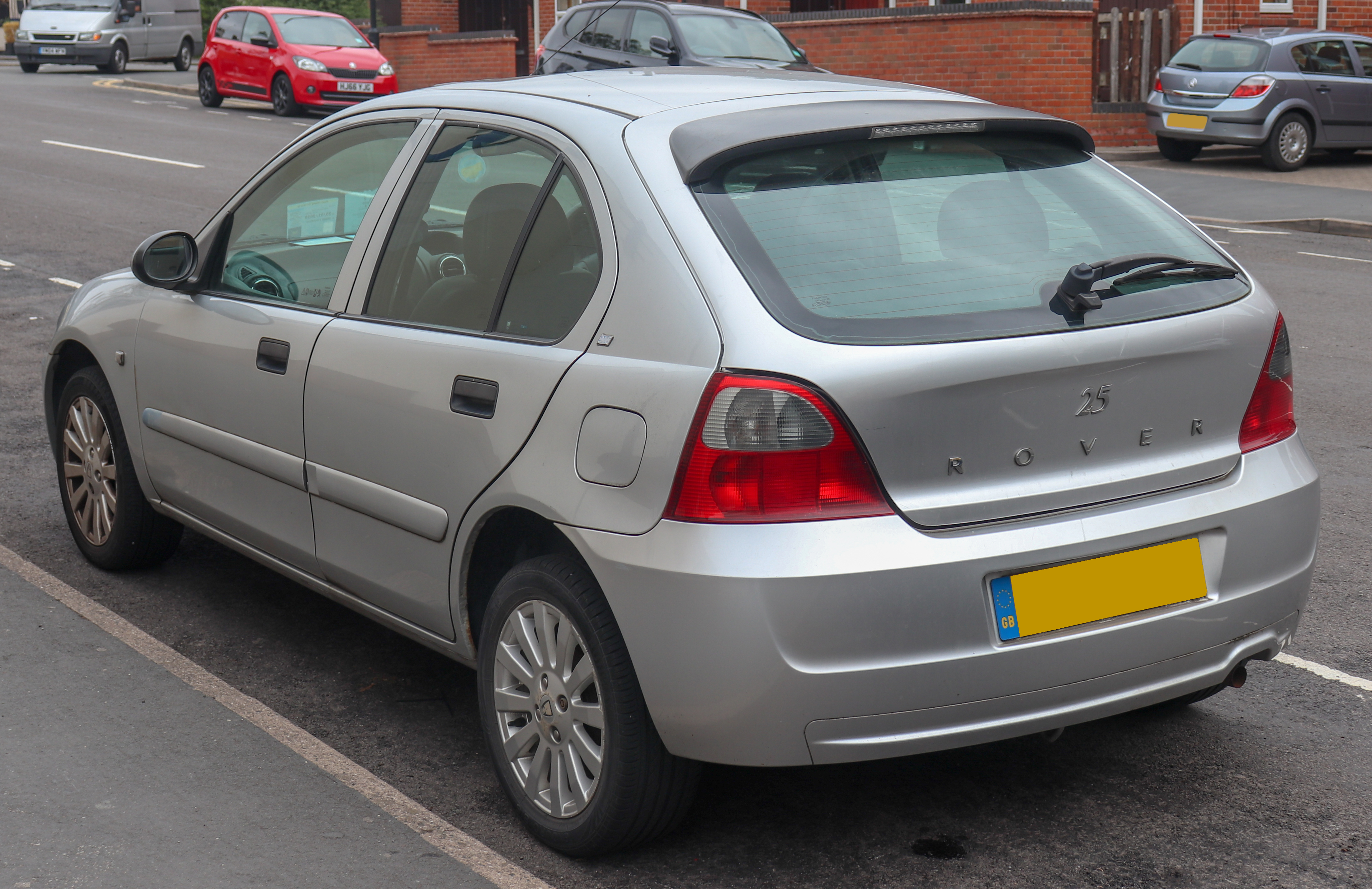
Rover 25 - tył po drugim liftingu

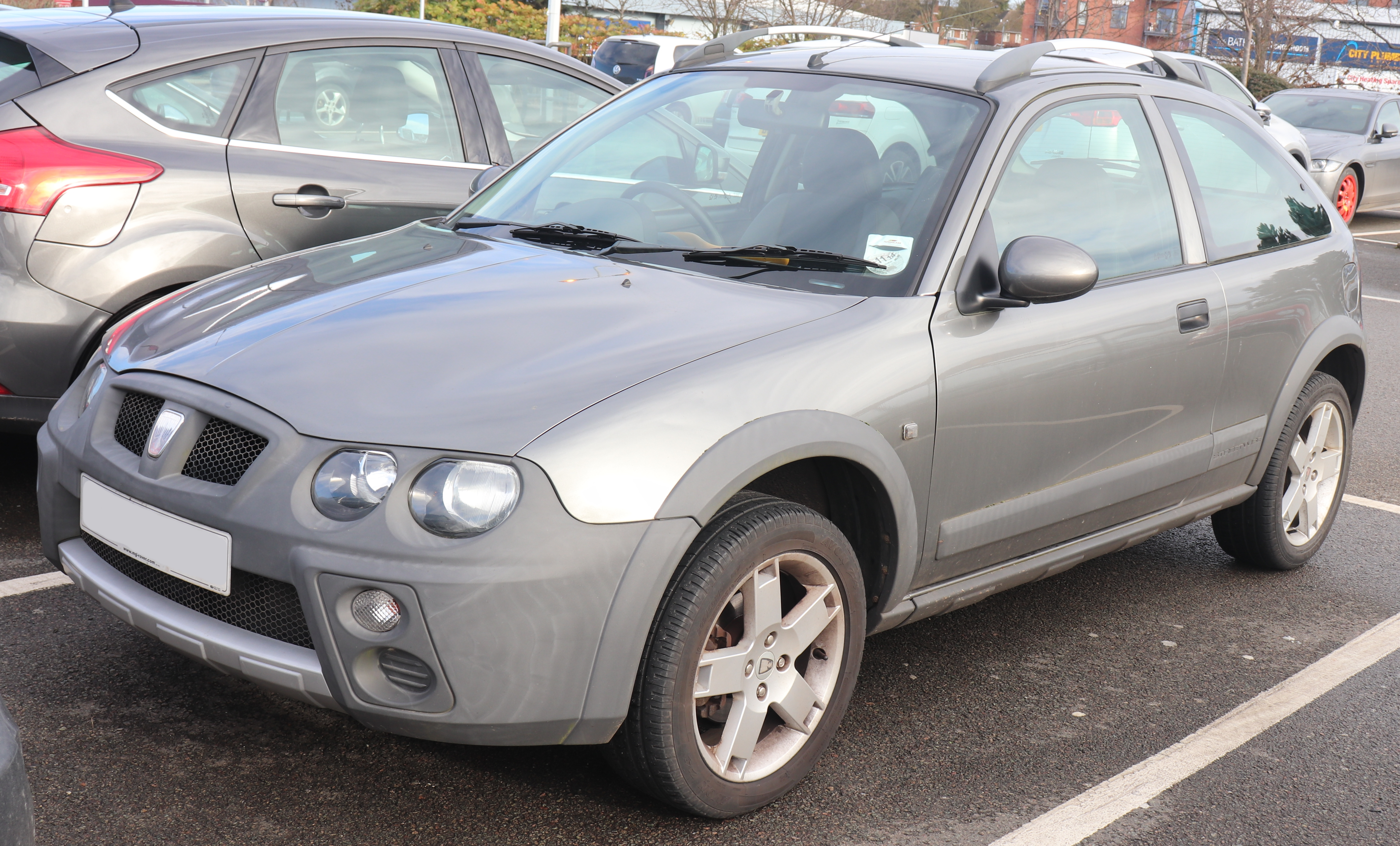
Rover Streetwise

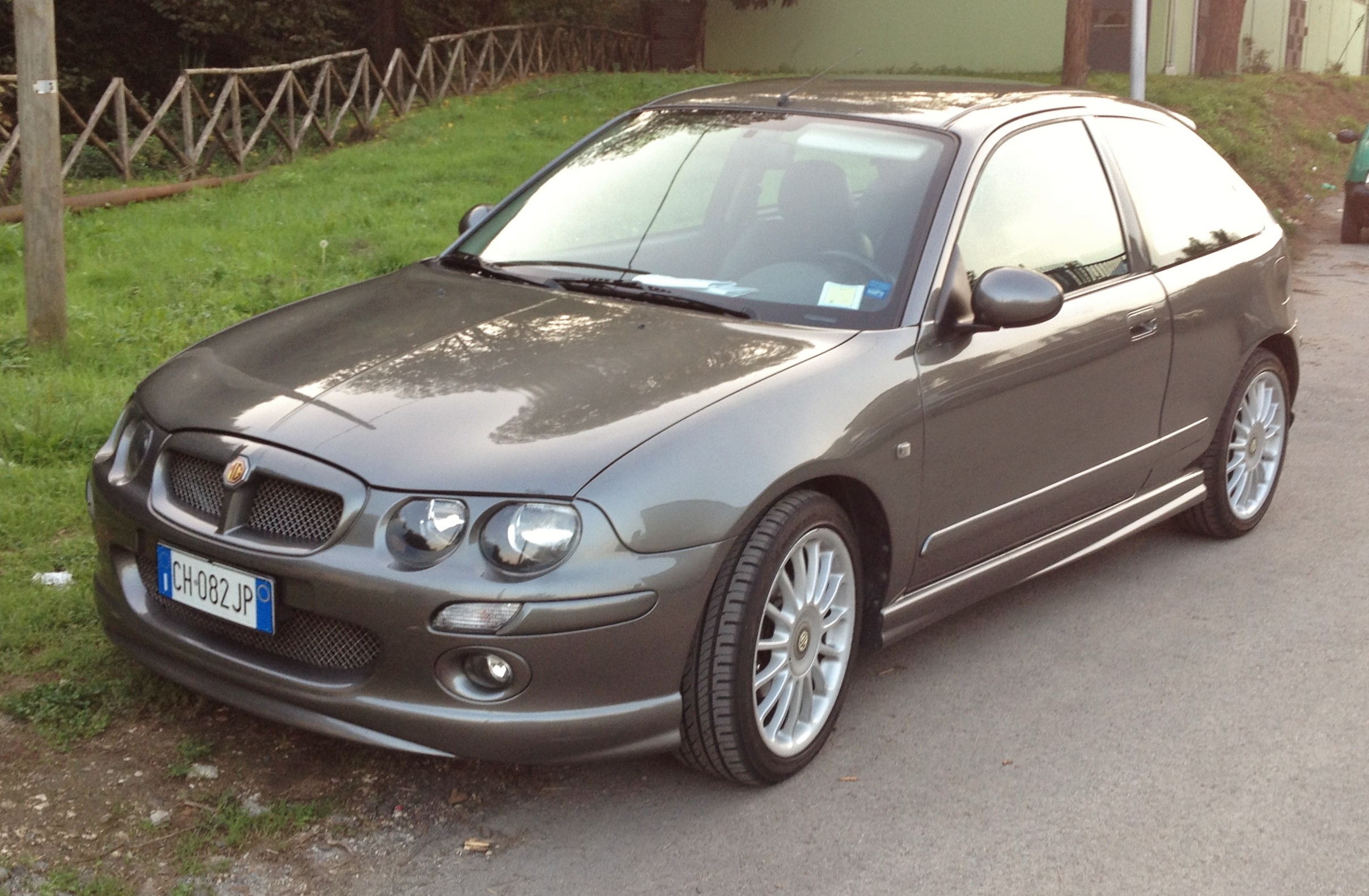
MG ZR

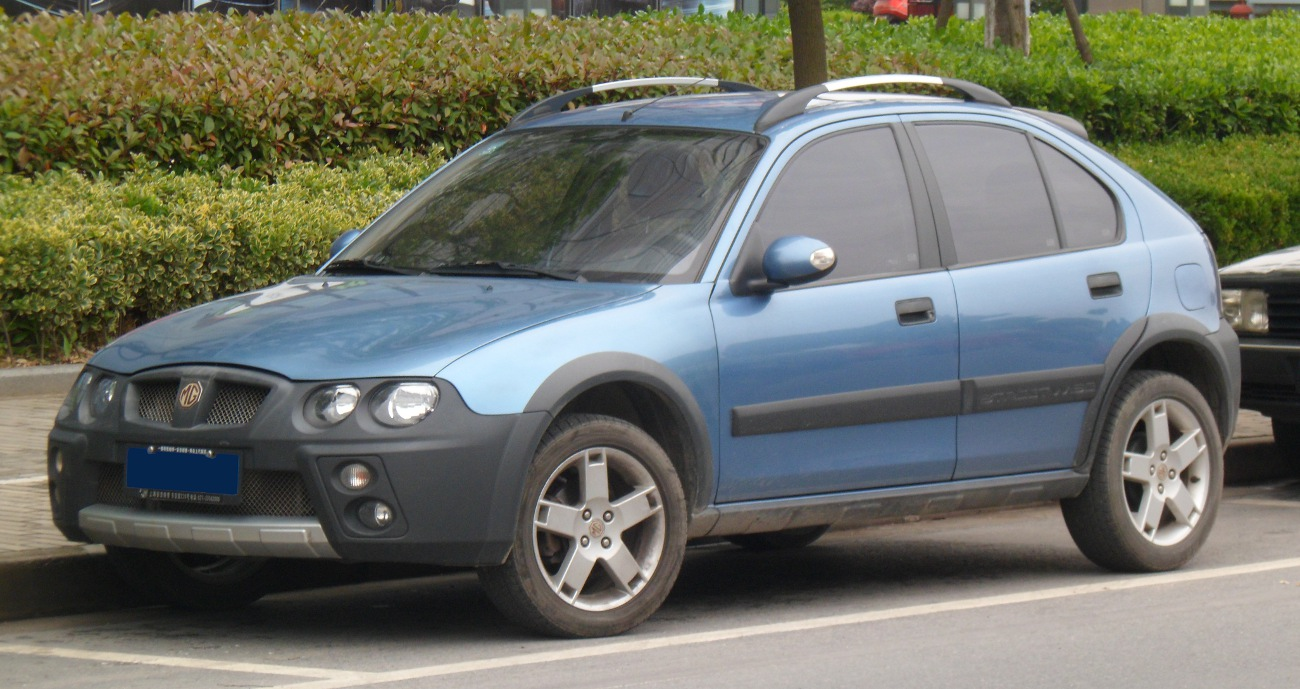
chińskie MG 3

Rover serii 200 III został zaprezentowany po raz pierwszy w 1995 roku.
Trzecia generacja Rovera serii 200 pojawiła się pod koniec listopada 1995 roku. W przeciwieństwie do poprzedników model ten nie był opracowywany wspólnie z Hondą. Stworzenie kolejnego modelu na bazie Hondy nie wchodziło w grę, gdyż Rover zaczął być postrzegany jako producent chromowanych wersji Hondy. W związku z brakiem funduszy na zaprojektowanie i wdrożenie całkowicie nowego modelu, postanowiono zaadaptować platformę poprzedniej generacji.
Był to pierwszy od lat model Rovera zaprojektowany niezależnie przez jego inżynierów. Nowy model był jednak mniejszy od poprzednika, wynikało to z potrzeby zastąpienia Rovera Metro, który był obecny na rynku już od 15 lat. Celem dostosowania płyty podłogowej modelu R8 do mniejszych rozmiarów auta została ona skrócona, a rozstaw osi minimalnie zmniejszony. Przednia część podwozia (zawieszenie, układ kierowniczy) została przejęta bez większych zmian. Początkowo planowano także pozostawić w niezmienionej formie tylne zawieszenie, jednak w związku z pojawieniem się bardziej zaawansowanych konstrukcji u konkurencji postanowiono zastosować tylną belkę skrętną. Nadwozie charakteryzowało się okrągłymi nowoczesnymi kształtami i w niczym nie przypominało poprzedniego modelu, poza chromowanym grillem, charakterystycznym dla Rovera. Deska rozdzielcza miała zostać przeniesiona w nieco zmodyfikowanej formie z poprzedniej generacji, jednak w związku z planowaniem wprowadzenia poduszki powietrznej pasażera jako opcji zaistniała konieczność zaprojektowania deski od początku. Projekt nowego Rovera był określany kodem R3.
Samochód od początku produkcji dostępny był jako 3- lub 5-drzwiowy hatchback. Stylistycznie upodabniał się do innych modeli marki jak Rover serii 600, czy Rover serii 400. Po raz pierwszy samochód zdegradowano do klasy aut miejskich.
W związku z rozstaniem z Hondą montowano tylko silniki konstrukcji Rovera. Początkowo były to znane z poprzedniej generacji silniki serii K o pojemności 1.4, zarówno w wersji ośmio- jak i szesnastozaworowej (odpowiednio o mocy 75 i 103 KM), a także wywodząca się z nich jednostka 1.6 16V o mocy 111 KM. W ofercie był też silnik Diesla serii L o pojemności 2.0 występujący w dwóch wersjach: bez intecoolera z mechanicznym wtryskiem paliwa o mocy 86 KM oraz z intercoolerem i elektronicznym wtryskiem o mocy 105 KM. Mocniejsza wersja uważana była za jeden z najlepiej przyśpieszających hatchbacków z silnikiem Diesla końca lat 90.
Wkrótce poszerzono ofertę o kolejne silniki serii K, podstawowy 1.1 o mocy 60 KM z wielopunktowym wtryskiem benzyny, a także o dwie jednostki o pojemności 1.8 16V DOHC. Pierwsza z nich dysponowała mocą 120 KM, natomiast druga, wyposażona w zmienne fazy rozrządu VVC, miała 145 KM, jednostka ta była montowana w wersji 200 Vi oraz limitowanej 200 BRM.
Wszystkie modele były wyposażone w 5-biegową skrzynię manualną, w wersjach 1.1, 1.4 oraz 1.6 montowano, znaną z poprzedniego modelu, skrzynię R65 konstrukcji PSA, natomiast w Dieslach oraz silnikach 1.8 montowano skrzynię PG1 z Hondy. Do silnika 1.6 istniała możliwość zamówienia bezstopniowej skrzyni automatycznej CVT.
W przednim zawieszeniu Rovera serii 200 zastosowano kolumny McPhersona ze sprężynami oraz stabilizatory poprzeczne. Z tyłu natomiast zamontowana jest belka skrętna ze sprężynami śrubowymi wraz pojedynczymi wahaczami poprzecznymi. Wersje z silnikami Diesla oraz benzynowe 1.8 dodatkowo wyposażone były w tylny stabilizator poprzeczny. Auto wyposażone było w przednie wentylowane hamulce tarczowe oraz tylne bębnowe lub tarczowe niewentylowane.
Rover 200 był fabrycznie wyposażany w poduszkę powietrzną kierowcy, pirotechniczne napinacze pasów oraz wzmocnienia drzwi bocznych, a także elektryczne szyby z przodu, centralny zamek, immobilizer i wspomaganie kierownicy oraz regulację jej wysokości. Ponadto auto mogło być wyposażone w ABS, klimatyzację, elektryczny szyberdach, elektryczne lusterka, czy skórzaną tapicerkę.

### Rover 200 Vi oraz 200 BRM
Topową odmianą trzeciej generacji Rovera 200 była wersja 200 Vi z silnikiem 1.8 VVC ze zmiennymi fazami rozrządu o mocy 145 KM i maksymalnym momencie obrotowym wynoszącym 170 Nm. Z zewnątrz wersja ta nie odróżniała się od innych poza delikatnie obniżonym zawieszeniem. Natomiast w środku zwykle można było znaleźć maksymalne wyposażenie dostępne w Roverach serii 200, czyli skórzaną tapicerkę, kierownicę, klimatyzację i elektrykę. Przewagą tego modelu nad konkurencją była jego masa, auto bardzo dobrze radziło sobie w zakrętach i świetnie przyśpieszało. Przyśpieszenie od 0 do 100 km/h zajmowało jedynie 8 sekund.
W 1998 roku przedstawiono limitowaną wersję 200 BRM opartą na 200 Vi. Auto zostało stworzone na cześć historii firmy Rover związanej z British Racing Motors. Model 200 BRM odróżniał się od 200 Vi obniżonym o 20 mm oraz zmodyfikowanym zawieszeniem, ekskluzywnym wnętrzem ze specjalną czerwoną skórzaną tapicerką oraz wykończonym chromowanymi elementami. Ponadto nadwozie pomalowane było na zielony kolor British Racing Green, natomiast wlot powietrza na zderzaku był w kolorze pomarańczowym, a lusterka i listwy boczne srebrne. Zastosowano 16-calowe aluminiowe felgi z oponami 205/45. W układzie przeniesienia napędu zastosowano mechanizm różnicowy typu TorSen zapewniający znaczną poprawę trakcji.

### Pierwszy lifting i zmiana nazwy
W związku z niezadowalającą popularnością modelu 200 w 1998 roku rozpoczęto prace nad faceliftingiem. Samochód miał się upodobnić do nadchodzącego modelu 75. Efekt prac konstruktorów przedstawiono jesienią 1999 roku. Z tego też powodu zdecydowano się na zmianę nazwy na Rover 25.
Zmianom został poddany głównie wygląd zewnętrzny auta zmieniono przednie reflektory, stosując podobne do tych z Rovera 75, wymieniono zderzaki, lusterka boczne oraz wprowadzono nowe kolory nadwozia. We wnętrzu zaszły umiarkowane zmiany mające na celu jego nieznaczne odnowienie. Zawieszenie wszystkich wersji zostało utwardzone, mianowicie zastosowano tutaj identyczne ustawienia jak w Roverze 200 Vi. Celem tego było pozyskanie młodszej klienteli.
Rover 25 miał powstrzymać spadkową tendencję sprzedaży modelu 200 i utrzymać zadowalający jej poziom do momentu pojawienia się następcy, który był planowany przez BMW, ówczesnego właściciela marki, na 2002 rok. BMW jednak w 2000 roku, niespełna rok po wprowadzeniu modelu 25, postanowiło pozbyć się Rovera w związku ze znacznymi stratami, jakiej przynosił koncernowi, marka Rover została zakupiona przez angielskie konsorcjum Phoenix.
Podobnie jak poprzednik auto było dostępne jako 3- i 5-drzwiowy hatchback. Natomiast paleta silników została przejęta z niewielkimi zmianami z poprzedniego modelu. Od początku produkcji montowano sześć jednostek napędowych, w tym pięć benzynowych serii K: 1.1 60 KM, 1.4 16V 84 i 103 KM (słabsza wersja była identyczna z mocniejszą poza budową przepustnicy), 1.6 16V 109 KM, 1.8 16V 117 KM (tylko ze skrzynią CVT) i 1.8 16V VVC 145 KM oraz jeden diesel serii L: 2.0 iDT 101 KM. Najsłabsza jednostka szybko została zastąpiona przez nową konstrukcję serii K o takiej samej pojemności, jednak większej mocy wynoszącej 75 KM, osiąganej dzięki szesnastozaworowej głowicy oraz dwóm wałkom rozrządu. Z kolei najmocniejsza jednostka napędowa została wycofana w 2001 roku, w momencie wprowadzenia do sprzedaży modelu MG ZR, będącego sportową odmianą Rovera 25, z silnikiem 1.8 16V VVC o mocy 160 KM. Początkiem 2004 roku uzupełniono ofertę silnikiem Diesla o zwiększonej do 113 KM mocy.
Od 2003 oferowano także dostawczą wersję Rovera 25 o nazwie Rover Commerce, auto było pozbawione tylnej kanapy, przedział bagażowy był oddzielony kratką, a boczne tylne szyby były zaślepione. Auto było dostępne z tymi samymi silnikami co wersja bazowa.

### Drugi lifting
W 2004 roku przeprowadzono kolejny, jeszcze rozleglejszy facelifting Rovera 25. Zastosowano nowe, zespolone reflektory, zmodyfikowano zderzaki oraz tylną klapę, z której tablica rejestracyjna została przeniesiona na zderzak ustępując miejsca pokaźnemu napisowi Rover. Wnętrze oferowało całkowicie nową deskę rozdzielczą i kierownicę. Wprowadzono także nowe kolory nadwozia i wzory tapicerki.

### MG ZR
Usportowiona wersja Rovera 25 była sprzedawana pod marką MG jako model ZR. Wprowadzenie tej wersji zostało zapowiedziane kilka miesięcy po sprzedaniu Rover Group przez BMW. Nowo utworzona firma MG Rover Group już na początku 2001 roku zaprezentowała jak mają wyglądać przyszłe MG.
Auto zostało wprowadzone do sprzedaży jeszcze w 2001 roku, dostępne było zarówno w wersji trzy-, jak i pięciodrzwiowej. MG ZR znacznie różnił się od Rovera 25, wyposażony był w agresywnie stylizowane zderzaki, zmieniony grill, lotkę montowaną na tylnej klapie. Wnętrze otrzymało sportowe pokryte skórą fotele oraz kierownicę, a także sportowe elementy wykończeniowe. Dopełnieniem była bardzo śmiała kolorystyka nadwozia oraz duże 17-calowe aluminiowe felgi. Wszystko to powodowało, że MG ZR sprawiał wrażenie bardzo dopracowanego usportowionego auta, będącego idealną ofertą dla młodych osób znudzonych klasyczną stylistyką dotychczasowym modeli Rovera. Wraz z faceliftingiem Rovera 25 w 2004 roku zmodyfikowano także MG ZR.
Model ZR występował z czterema silnikami znanymi z Rovera 25: 1.4 16V 103 KM, 1.8 16V 117 KM (także z automatem CVT) oraz 2.0 iDT o mocy 101 i 113 KM. Topową jednostką, najbardziej pasującą do charakteru auta był silnik 1.8 16V VVC o mocy 160 KM. Auto z tym silnikiem rozpędzało się do 100 km/h w 7,4 sekundy i mogło rozpędzić się do 211 km/h.
Na bazie MG ZR powstał także mały samochód dostawczy nazwany MG Express, model ten był właściwie usportowioną wersją Rovera Commerce. Oferowano w nim wszystkie dostępne w MG ZR silniki włącznie z najmocniejszą jednostką o mocy 160 KM, co sprawiało, że był to najszybszy van sprzedawany w Wielkiej Brytanii. Jednocześnie auto było nawet szybsze bazowego MG ZR, wynikało to z faktu, że było pozbawione tylnej kanapy, a kratka przykręcona tuż za siedzeniami dodatkowo poprawiała sztywność nadwozia co prowadziło do poprawy przyczepności.
W 2004 roku MG ZR był najlepiej sprzedającym się modelem firmy MG Rover Group.

### Rover Streetwise
Chęć przyciągnięcia większej liczby młodych klientów doprowadziła do wprowadzenia w 2003 roku do oferty wersji Streetwise. Model ten reprezentował niszową klasę uterenowionych aut miejskich. Wyposażony był w znacznej wielkości szare plastikowe zderzaki oraz listwy boczne, a także relingi dachowe. Zawieszenie Streetwise było podniesione, co ułatwiało poruszanie się po nierównościach, auto nie było jednak wyposażone w napęd na 4 koła co znacznie ograniczało jego funkcjonalność. Fabrycznie model ten był czteroosobowy, drugi rząd siedzeń składał się z dwóch osobnych foteli przedzielonych konsolą środkową. Opcjonalnie można było zamówić klasyczną tylną kanapę. Fotele standardowo były pokryte półskórzaną tapicerką, natomiast we wnętrzu wprowadzono niewielkie stylistyczne zmiany.
Rover Streetwise był oferowany z wszystkimi silnikami dostępnymi w Roverze 25 z wyjątkiem silników 1.1, mocniejszego Diesla oraz 1.8 VVC. Samochód był wyposażony fabrycznie w 15 lub 16-calowe felgi aluminiowe oraz szersze opony niż w modelu 25.

### Zakończenie produkcji
Produkcję Rovera 25 jak i MG ZR oraz Rovera Streetwise zakończono w kwietniu 2005 roku wraz z ogłoszeniem upadłości przez MG Rover Group. Prawa do produkcji Rovera 25, jak i innych modeli Rovera i MG nabył chiński koncern Nanjing Automobile Group. Obecnie produkowany jest model Streetwise jako MG 3, Rover 75 pod marką Roewe oraz MG jako Roewe 750 oraz MG 7, a także MG TF.